# Gallesia integrifolia
Espèce
Statut de conservation UICN

 LC  : Préoccupation mineure
Gallesia integrifolia est une espèce d'arbres dicotylédones de la famille des Phytolaccaceae.

## Description
Gallesia integrifolia est un arbre persistant pouvant atteindre 35 m de haut. Son écorce est grise et lisse ; ses feuilles, alternes, sont elliptiques à ovales et longues de 6 à 14 cm.

## Répartition
Cet arbre se rencontre au Brésil.

## Systématique
Le nom correct complet (avec auteur) de ce taxon est Gallesia integrifolia (Spreng.) Harms.
L'espèce a été initialement classée dans le genre Thouinia sous le basionyme Thouinia integrifolia Spreng..
Gallesia integrifolia a pour synonymes :
- Crateva gorarema Vell.
- Crateva gorazema Moq.
- Gallesia gorazema (Vell.) Moq.
- Gallesia integrifolia var. ovata (O.C.Schmidt) Nowicke
- Gallesia ovata O.C.Schmidt
- Gallesia scorododendrum Casar.
- Thouinia integrifolia Spreng.